# 幻魔大戦 (小説)
『幻魔大戦』（げんまたいせん）は、平井和正による長編SF小説。1979年から『野性時代』誌に連載された。
当初は『真幻魔大戦』を補完するため、1967年に石森章太郎との共作で『週刊少年マガジン』に連載していた漫画『幻魔大戦』を小説という形でリメイクするプロジェクトとして始まったが、執筆中に独自の成長をとげ、『少年マガジン』版とは異なる新たなパラレルワールド・ストーリーとなった。
『無印・幻魔大戦』『小説決定版・幻魔大戦』『決定版・幻魔大戦』『野性時代版・幻魔大戦』『角川幻魔』などと呼ばれることもある。
直接の続編として、『ハルマゲドン —第二次幻魔大戦—』が書籍書き下ろしで刊行されている。本項では同作も併せて扱う。

## 概要
『新幻魔大戦』の出来事の結果、東丈・三千子らに繋がる家系が生み出され、それが『少年マガジン』版『幻魔大戦』、『真幻魔大戦』、そして本作の舞台となる世界などに枝分かれした。
本作の舞台は、『少年マガジン版』と同じ1967年である。幻魔の地球来寇の危機を告げたエネルギー生命体フロイに呼応したルナ王女率いる幻魔対抗集団「大連盟」に召集された東丈の物語で、東丈は『少年マガジン』版におけるような超能力戦士としてだけではなく、幻魔に対抗する集団「GENKEN」の主宰者として成長していく。
第1期は『野性時代』誌（角川書店）に1979年から1983年にかけて連載された。当初は毎月、文庫1冊分の原稿が執筆され、雑誌掲載の翌月には角川文庫で発売されるというペースだった。全20巻が発行された。
異なる出版社の雑誌で同時連載となった『真幻魔大戦』とは別々に物語が進行したが、『真幻魔大戦』の作中で両作品の位置関係が説明された。また、『ハルマゲドンの少女』が両作品の橋渡し的な役割を果たしている。
第2期はタイトルを『ハルマゲドン』（『ハルマゲドンの少女』とは異なる）と変更して引き続き執筆されたが、未完のまま中断した。こちらの初出は、徳間書店から発行されたハードカバー本『平井和正ライブラリー』の第8集（1987年発売）で、書き下ろしの形で収録された。

## あらすじ
幻魔大戦
西暦1967年、高校生の東丈は突如超能力に目覚め、幻魔と闘わねばならない現実を知る。幻魔がアメリカ合衆国ニューヨーク市を壊滅させる事件に巻き込まれた丈は、東京に戻ってきた後、人々に幻魔の脅威を知らしめることを始めた。高校の文芸部を発展させ、幻魔への対抗を目的とする「幻魔研究会」（通称「GENKEN」）を組織する。しかし、丈の下に集まってくる「GENKEN」の人々は、彼自身の意図とは別に、丈へのカリスマ帰依者団体の様相を呈してくる。やがて丈が謎の失踪を遂げ、その後の物語はGENKENメンバーを中心に進む。
『少年マガジン』版をベースにしつつ、途中から独自の展開となり、超能力アクションから思索SFへと変貌していった。
ハルマゲドン —第二次幻魔大戦—
西暦1968年、高校生の東丈が失踪した世界の後日譚。人々から崇拝される丈と「GENKEN」に対抗し、元弟子である高鳥慶輔は自らが主宰する団体をつくった。彼の救世主妄想はエスカレートするばかりだった。また、丈の残した「GENKEN」は内部に大きな問題を抱えていた。
『野性時代』版『幻魔大戦』のストレートな続編。全2部構成。救世主到来を強く望む人々や、妖しい超能力者や霊感少女などを物語に盛り込んだ黙示録文学を、平井和正はタイトルも新たに開幕させた。しかし、物語は助走程度まで進むと、作者自ら執筆を中止した。

## タイトル

### 幻魔大戦
角川文庫版（全20巻）
1. 幻魔宇宙
2. 超戦士
3. 最初の戦闘
4. 救世主への道
5. 巡り逢い
6. 悪霊教団
7. 浄化の時代
8. 集結の時
9. 青い暗黒
10. 超能力戦争
11. 闇の波動
12. 大変動への道
13. 魔王の誕生
14. 幻魔との接触
15. 幻魔の標的
16. 光の記憶
17. 光のネットワーク
18. ハルマゲドン幻視
19. 暗黒の奇蹟
20. 光芒の宇宙

- 角川文庫版では11巻から初めてサブタイトルがついた。1巻から10巻までのサブタイトルは後につけられた。
- リム出版平井和正全集版、ASPECT NOVELS版、e文庫版も角川文庫版に準ずるが、全巻発行されていない。集英社文庫版は2巻合本で全10巻。

### ハルマゲドン —第二次幻魔大戦—
トクマ・ノベルズ版（全3巻）
1. 人類復興
  - ダブル・キャスト
2. 万霊の主
  - グローイング・アップ
3. 破壊王
  - リンケージ

- e文庫版も同じ。初出の徳間書店『平井和正ライブラリー』では1巻にまとめられ、順序も異なっていた。またトクマノベルズ刊行時に、数枚の加筆が行われた。

## 平井和正ライブラリー
1987年に徳間書店から、全8集で刊行された愛蔵版。折りしも最初の漫画連載から20周年での記念出版となった。別冊付録で新作小説『女神變生』が連載された。
1. 幻魔大戦
  - 幻魔宇宙
  - 超戦士
  - 最初の戦闘
2. 幻魔大戦
  - 救世主への道
  - 巡り逢い
  - 悪霊教団
3. 幻魔大戦
  - 浄化の時代
  - 集結の時
  - 青い暗黒
4. 幻魔大戦
  - 超能力戦争
  - 闇の波動
  - 大変動への道
5. 幻魔大戦
  - 魔王の誕生
  - 幻魔との接触
  - 幻魔の標的
6. 幻魔大戦
  - 光の記憶
  - 光のネットワーク
  - ハルマゲドン幻視
7. 幻魔大戦
  - 暗黒の奇蹟
  - 光芒の宇宙
  - <巻末資料> コミック版「幻魔大戦」原作ストーリー
8. ハルマゲドン —第二次幻魔大戦—
  - 破壊王
    - グローイング・アップ
    - グローイング・アップII

  - 人類復興
    - ダブル・キャスト

## 設定
本作は1979年に発表された作品であるが、作中の時代設定は1967年から1968年となっている。これは同時進行で執筆されていた『真幻魔大戦』が、1967年発表の漫画版の出来事が起こらなかった12年後の世界とされ、発表当時の1979年に時代設定されていたためである。当初は漫画版のノベライズとして執筆された本作は、漫画版が発表された1967年春からの出来事となり、東丈は17歳、高校2年生である。
そのため、本作には1967年当時の世相が意図的に取り入れられている。『紅白歌合戦』では園まりや美空ひばりが歌い、大相撲初場所の中継では佐田の山が話題になっている。また、渋谷の喫茶店に一の日会のメンバーが集まり、馬鹿話をしている楽屋オチのような場面もある。